# Arcadia (Wisconsin)
Arcadia é uma cidade localizada no estado norte-americano de Wisconsin, no Condado de Trempealeau.

## Demografia
Segundo o censo norte-americano de 2000, a sua população era de 2402 habitantes. 
Em 2006, foi estimada uma população de 2339, um decréscimo de 63 (-2.6%).

## Geografia
De acordo com o United States Census Bureau tem uma área de 
6,9 km², dos quais 6,9 km² cobertos por terra e 0,0 km² cobertos por água.

## Localidades na vizinhança
O diagrama seguinte representa as localidades num raio de 24 km ao redor de Arcadia. 